# Volkswagen Crafter
Volkswagen Crafter (укр. Фольксваген Крафтер) — мікроавтобуси, які концерн Volkswagen випускає в Європі з 2006 року.
Crafter — наступник популярного Volkswagen LT. Назва походить від англійського слова «craft», тобто «уміння».

## Перше покоління (2006—2016)

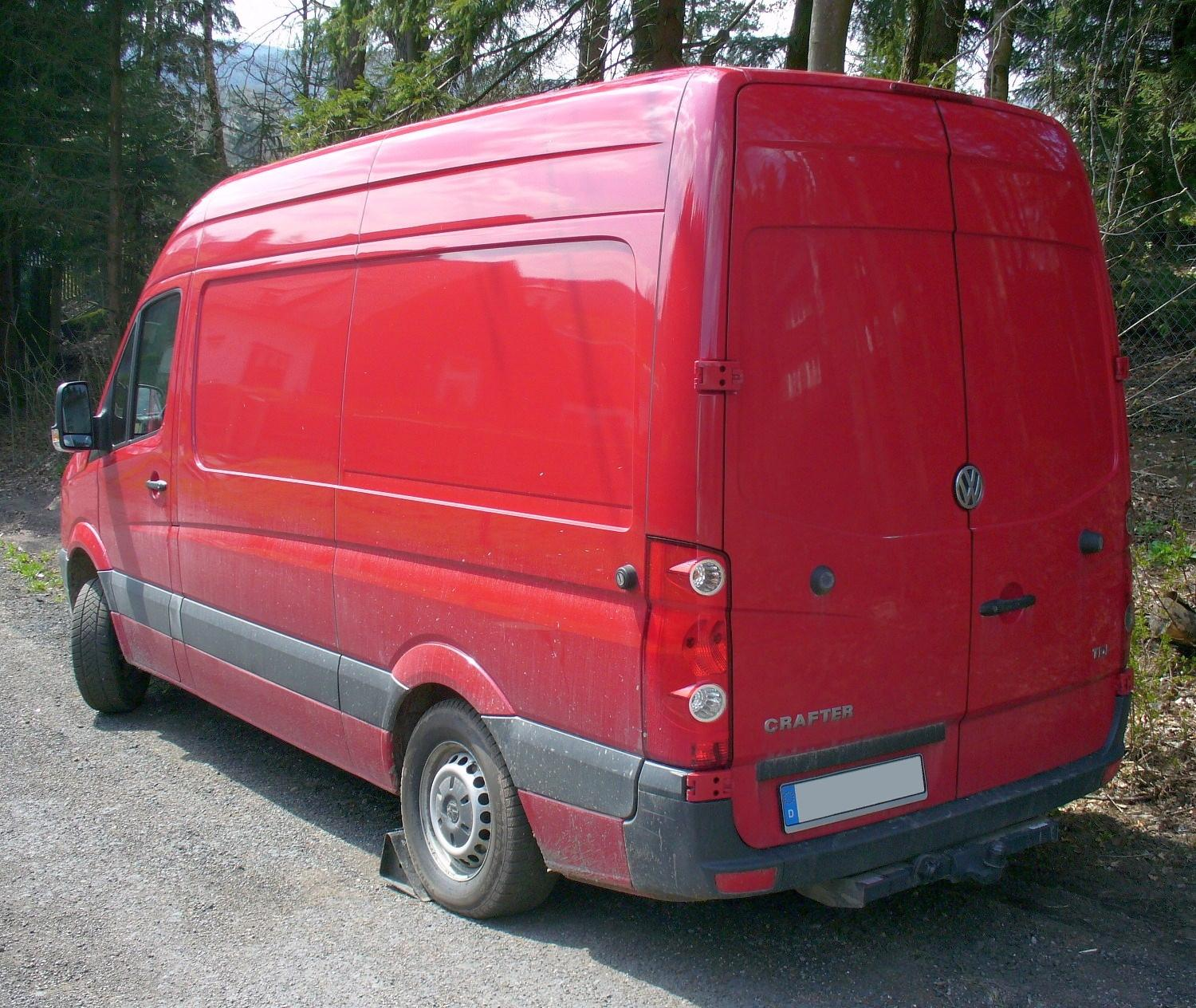
фургон Volkswagen Crafter (2006—2011)

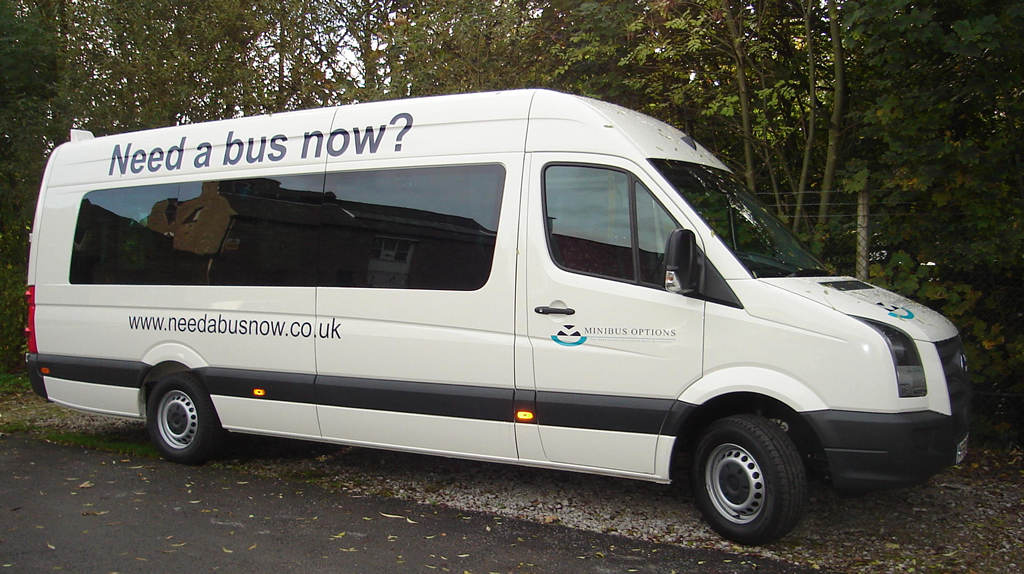
мікроавтобус Volkswagen Crafter (2006—2011)

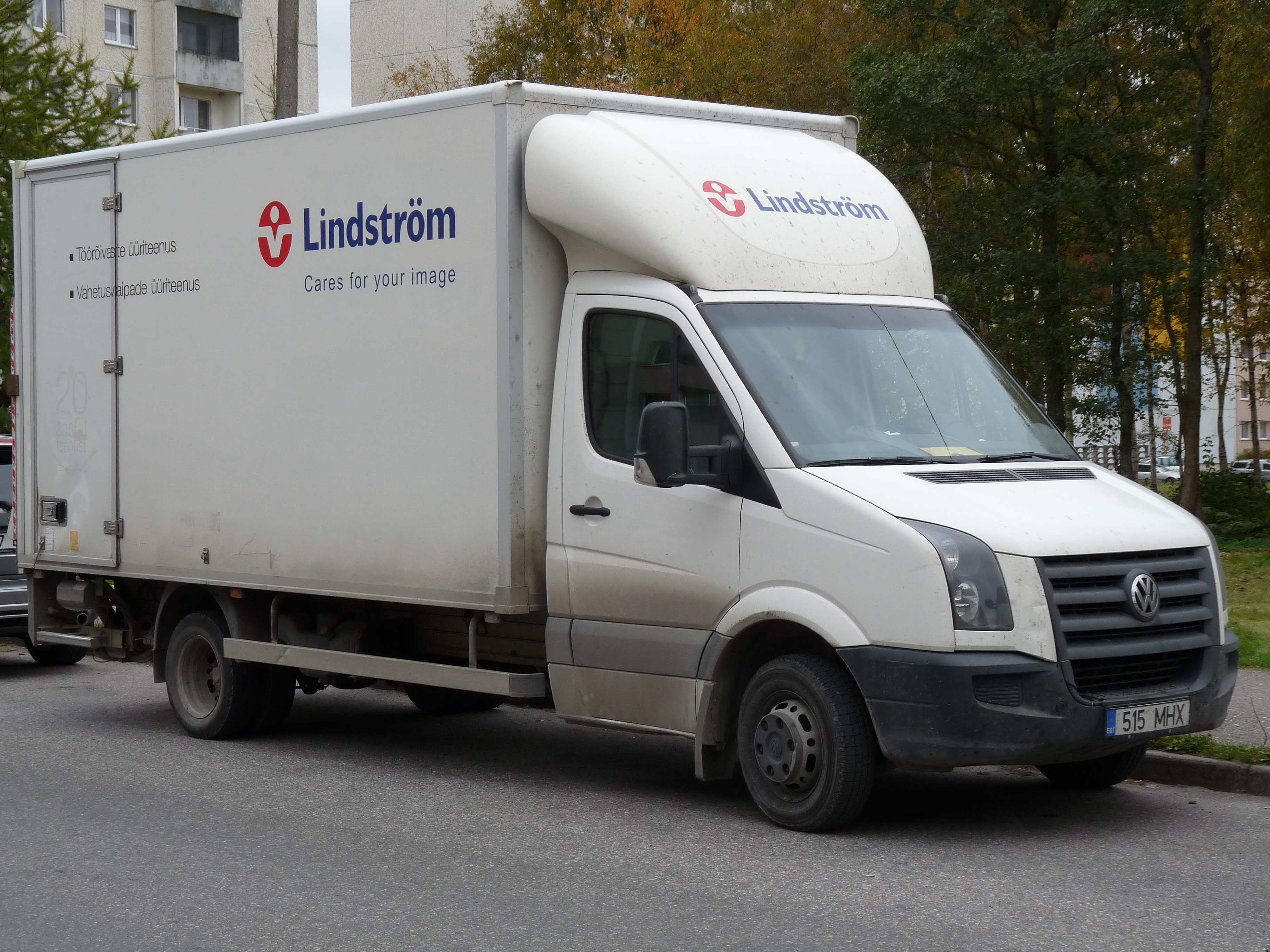
вантажівка Volkswagen Crafter (2006—2011)

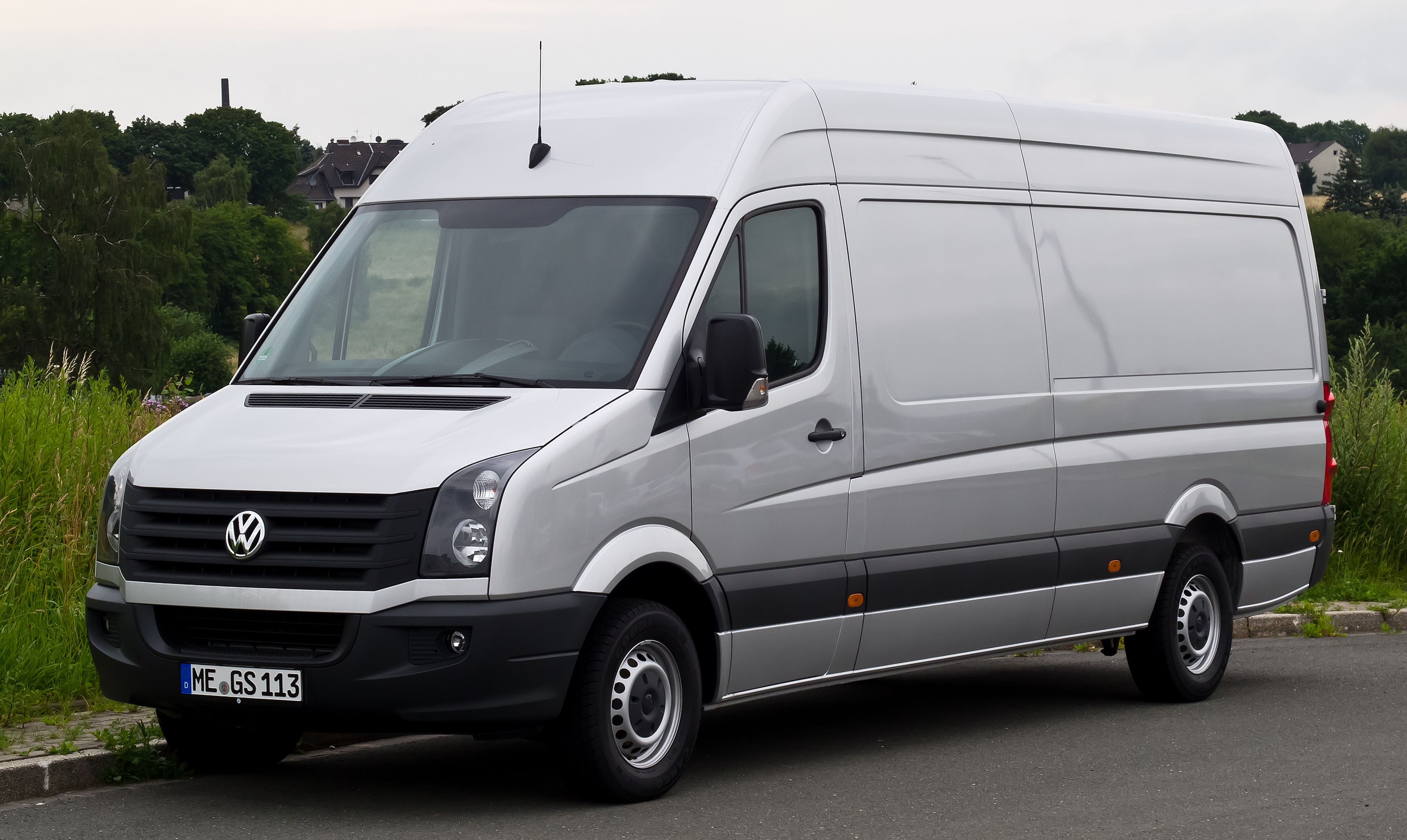
фургон Volkswagen Crafter (2011—2016)

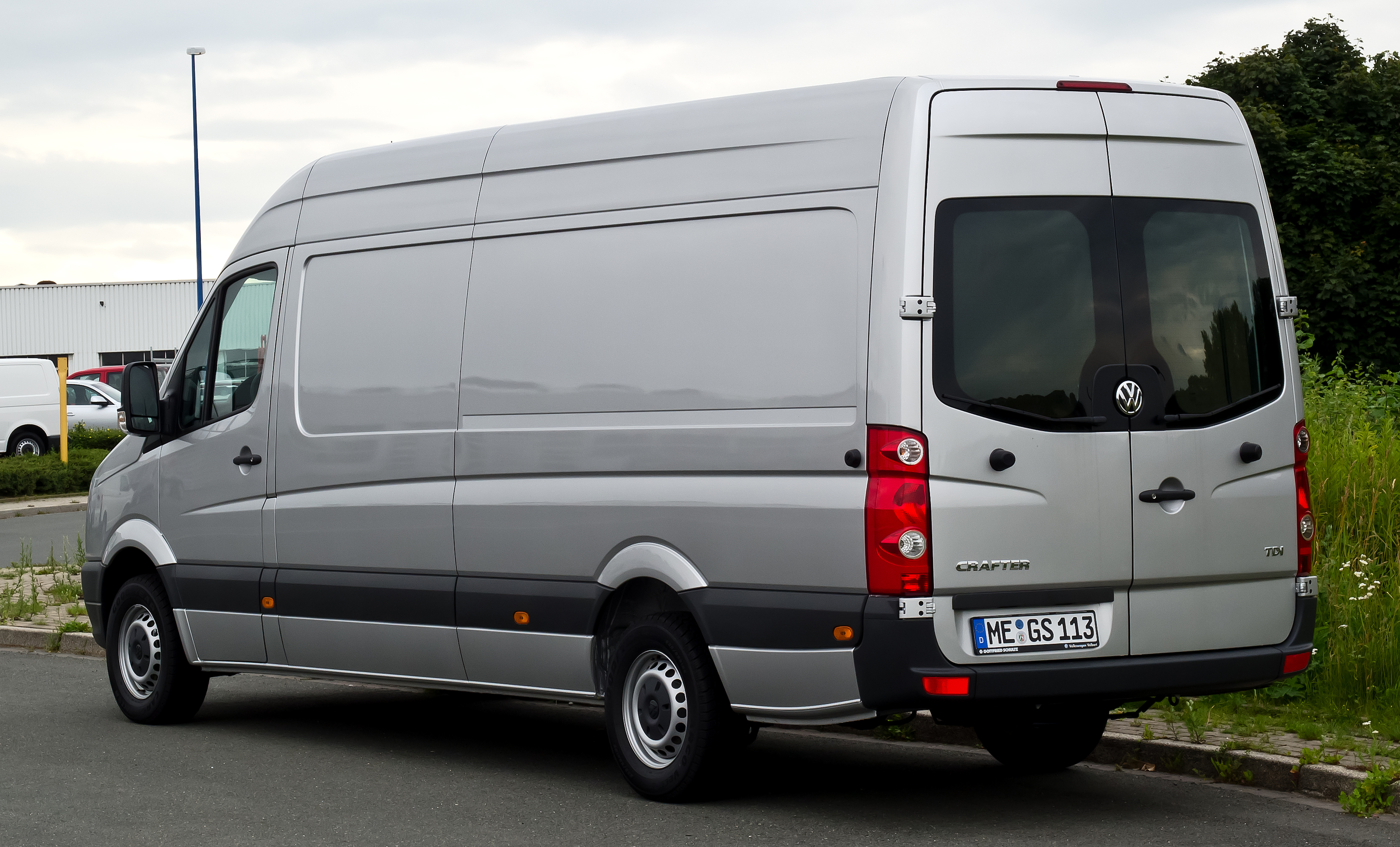
фургон Volkswagen Crafter (2011—2016)

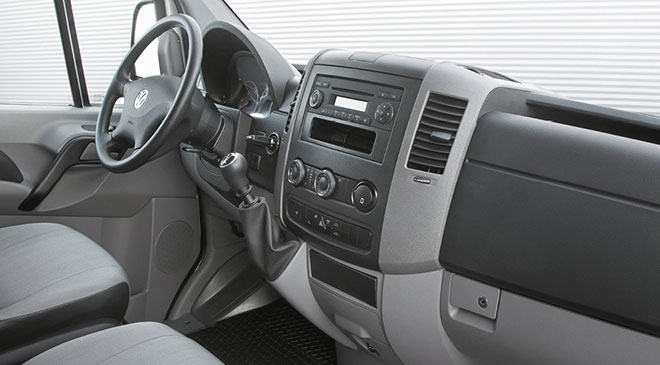

Crafter представлений відразу в декількох вагових категоріях: Crafter 30, Crafter 35 і Crafter 50 з повною масою відповідно 3.0, 3.5 та 5,0 тон. Автомобіль випускається з трьома колісними базами 3250, 3665 і в 4325 мм, а також у варіанті Kasten з подовженим звісом. Зросло також і число варіантів даху. На додачу до нормального і високого даху для варіанту Kasten можливе встановлення надвисокого пластикового даху з висотою всередині кузова 2,14 метра. Об'єм кузова залежно від версії - 7,5-17 м3.
Версія Crafter з чотирьохдверною кабіною може бути як шести, так і семимісною, стандартно комплектується чотирма дверима і доступна у всіх трьох варіантах колісної бази. У задній частині кабіни встановлено чотиримісне сидіння з трьохточковими ременями безпеки і регульованими по висоті підголовниками, а також великими і практичними речовими відсіками під кожним пасажирським місцем. Задні двері кабіни тепер укомплектовані відкриваними стеклами і сітчастими «кишенями», а на стійках передбачені два гачки для верхнього одягу. На підлозі встановлений додатковий повітрогін для обігріву заднього пасажирського відсіку.
Пасажирський варіант Crafter пропонує до дев'яти посадкових місць. Інтер'єр автомобіля повністю оброблений текст идеи і пластиком і містить двомісне і тримісне сидіння в кількох виконаннях, що дозволяє настроїти салон на свій розсуд завдяки системі «швидких» кріплень. Всі сидіння укомплектовані триточковими ременями безпеки і регульованими по висоті підголовниками, а під замовлення їх можна оснастити кріпленнями Isofix для встановлення дитячих крісел.
Crafter оснащений сучасним пакетом безпеки. До серійної комплектації входять: ESP (Електронна система стабілізації), ABS (анти-блокувальна гальмівна система), ASR (контроль тяги), EDL (електронна блокування диференціала) і подушка безпеки для водія. Крім цього, підвищено міцність кузова в передній частині для поліпшення захисту при зіткненнях.
В квітні 2011 року модель оновили. Мікроавтобуси замість двигунів 2,5 л отримали нові 2.0 л TDI потужністю 109 к.с./80 кВт, 136 к.с./100 кВт і BiTDI 163 к.с./120 кВт.
В березні 2012 року був додатково представлений варіант Crafter 4Motion з одним двигуном 2.0 л BiTDI 163 к.с. (120 кВт). Повнопривідна система поставляється і встановлюється на австрійському заводі Achleitner.

### Версії кузова
| Колісна база | Об'єм багажника (з високим дахом) | Довжина грузової платформи | Довжина автомобіля | Радіус розвороту |
| ------------ | --------------------------------- | -------------------------- | ------------------ | ---------------- |
| 3250 мм      | 7.5 м³ (8,5 м³)                   | 2600 мм                    | 5245 мм            | 12,3 м           |
| 3665 мм      | 9,0 м³ (10,5 м³ / 11,5 м³)        | 3265 мм                    | 5910 мм            | 13,6 м           |
| 4325 мм      | (14 м³ / 15,5 м³)                 | 4300 мм                    | 6940 мм            | 15,6 м           |
| 4325 мм      | (15,5 м³ / 17 м³)                 | 4700 мм                    | 7345 мм            | 15,6 м           |

### Варіанти виконання
| Crafter | Колісна база (мм) | Довжина (мм) | Комбі | Комбі з високим дахом | Фургон | Фургон з високим дахом | Фургон з надвисоким дахом | Шасі | Шасі з подвійною кабіною |
| ------- | ----------------- | ------------ | ----- | --------------------- | ------ | ---------------------- | ------------------------- | ---- | ------------------------ |
| 30      | 3250              | 5240         | x     |                       | x      |                        |                           | x    | x                        |
| 30      | 3665              | 5905         | x     | x                     | x      | x                      |                           | x    | x                        |
| 35      | 3250              | 5240         | x     |                       | x      |                        |                           | x    | x                        |
| 35      | 3665              | 5940         | x     | x                     | x      | x                      | x                         | x    | x                        |
| 35      | 4325              | 6940         |       | x                     |        | x                      | x                         | x    | x                        |
| 50      | 3665              | 5940         | x     | x                     | x      | x                      | x                         | x    | x                        |
| 50      | 4325              | 6940         | x     | x                     |        | x                      | x                         | x    | x                        |
| 50      | 4325              | 7340         | x     | x                     |        | x                      | x                         | x    | x                        |

### Двигуни
2006-2011
| Модель     | Маркування двигуна | Циліндри | Об'єм    | Потужність                        | Крутний момент        |
| ---------- | ------------------ | -------- | -------- | --------------------------------- | --------------------- |
| Дизельні   |                    |          |          |                                   |                       |
| 2.5 TDI CR | BJJ                | 5 в ряд  | 2461 см³ | 89 к.с. (65 кВт) при 3500 об/хв   | 220 Нм при 2000 об/хв |
| 2.5 TDI CR | BJK                | 5 в ряд  | 2461 см³ | 109 к.с. (80 кВт) при 3500 об/хв  | 280 Нм при 2000 об/хв |
| 2.5 TDI CR | BJL                | 5 в ряд  | 2461 см³ | 136 к.с. (100 кВт) при 3500 об/хв | 300 Нм при 2000 об/хв |
| 2.5 TDI CR | BJM                | 5 в ряд  | 2461 см³ | 163 к.с. (120 кВт) при 3500 об/хв | 350 Нм при 2000 об/хв |

2011-2016
| Модель       | Циліндри | Об'єм    | Потужність                        | Крутний момент             |
| ------------ | -------- | -------- | --------------------------------- | -------------------------- |
| Дизельні     |          |          |                                   |                            |
| 2.0 TDI CR   | 4 в ряд  | 1968 см³ | 109 к.с. (80 кВт) при 3500 об/хв  | 300 Нм при 1500—2250 об/хв |
| 2.0 TDI CR   | 4 в ряд  | 1968 см³ | 136 к.с. (100 кВт) при 3500 об/хв | 340 Нм при 1575—2250 об/хв |
| 2.0 TDI CR   | 4 в ряд  | 1968 см³ | 143 к.с. (105 кВт) при 3500 об/хв | 340 Нм при 1575—2250 об/хв |
| 2.0 BiTDI CR | 4 в ряд  | 1968 см³ | 163 к.с. (120 кВт) при 4000 об/хв | 400 Нм при 1500—2250 об/хв |

## Друге покоління (7C0, з 2016)

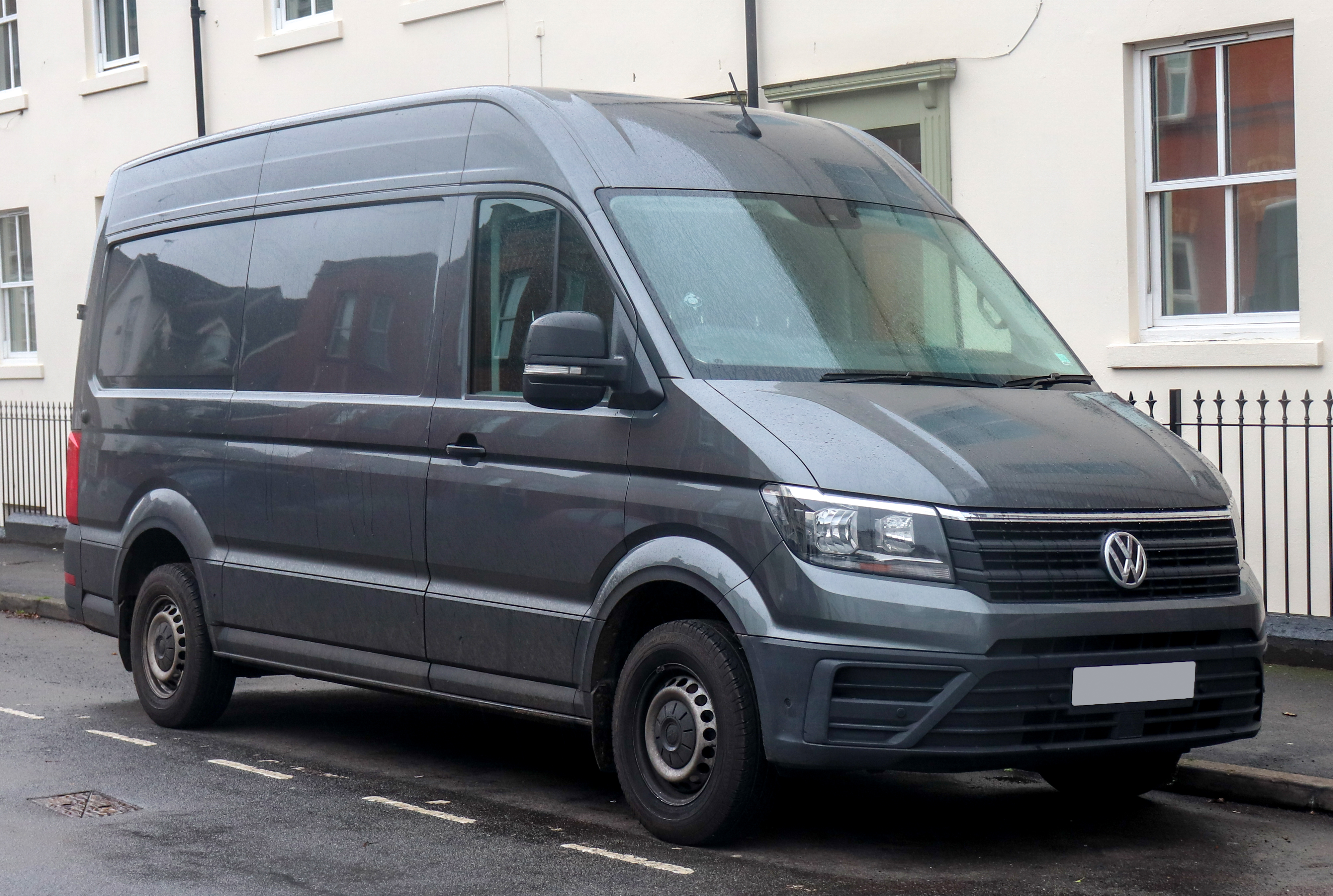
фургон Volkswagen Crafter ІІ (2016-)

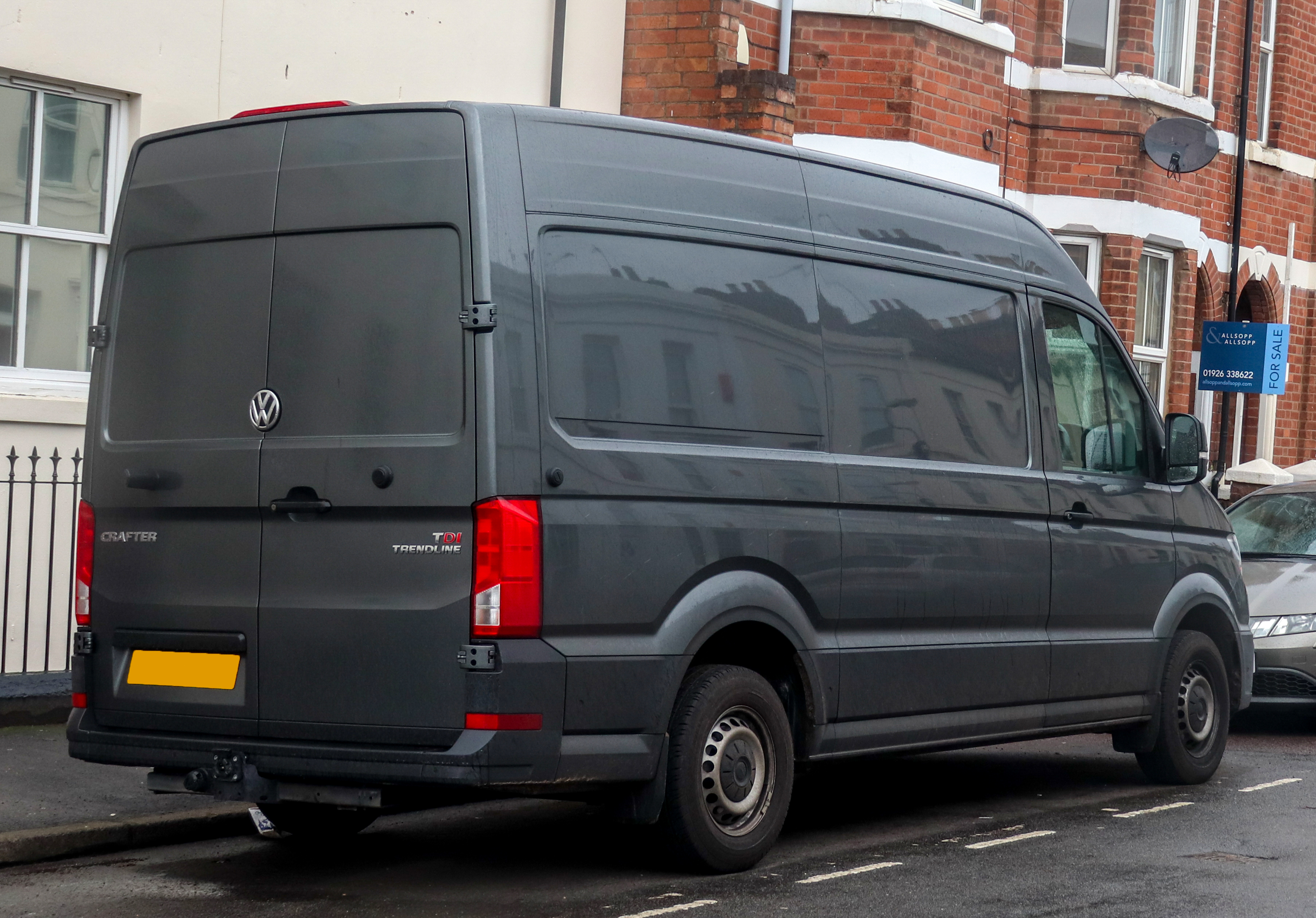

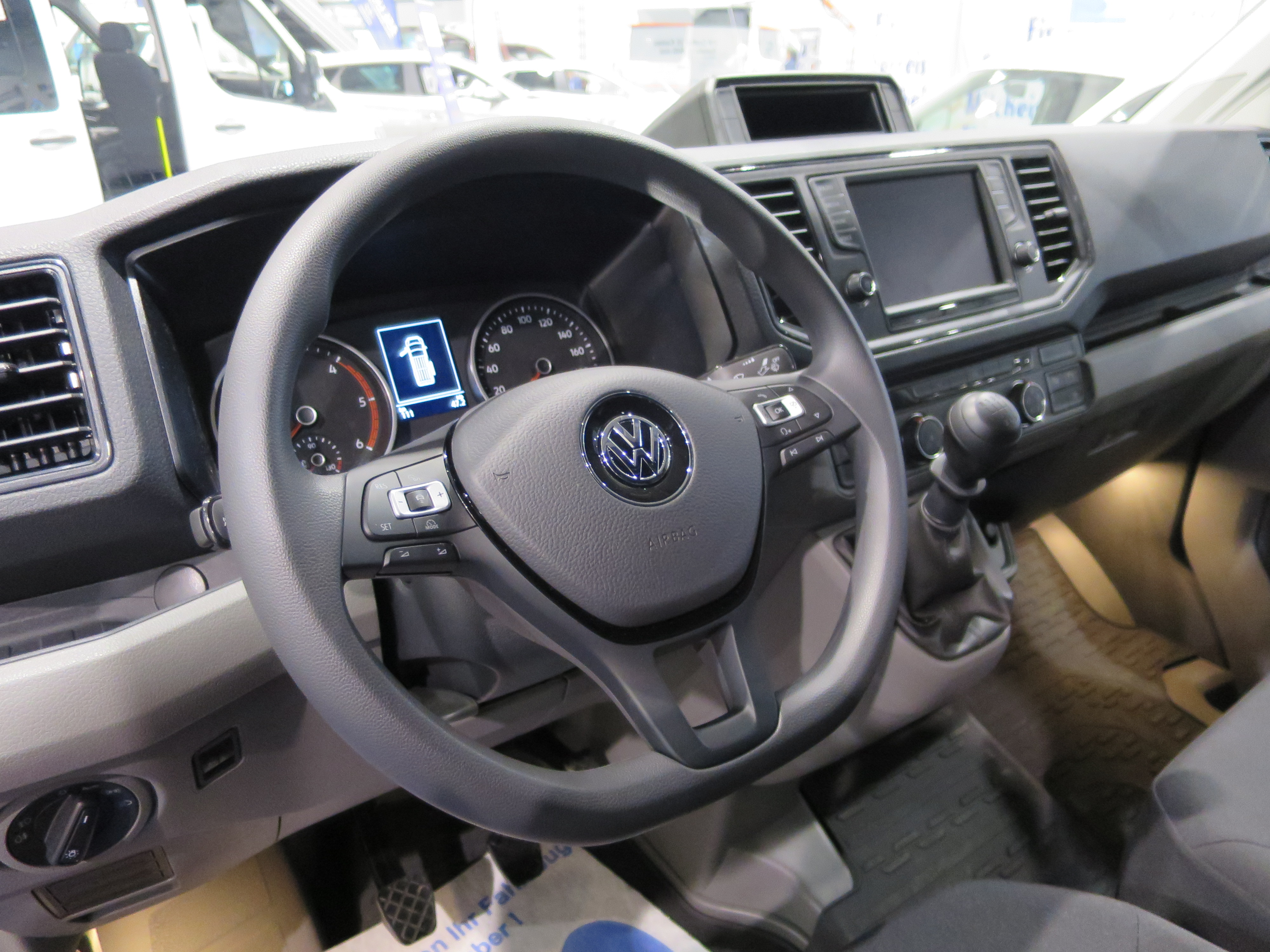
Салон Volkswagen Crafter ІІ (2016-)

29 липня 2016 року представлено фото Volkswagen Crafter другого покоління (7C0), дебют автомобіля відбувся на автошоу в Ганновері в вересні того ж року. Автомобіль створений на новій платформі разом з аналогічним MAN TGE. Серійний випуск  налагоджений на підприємстві VW Group в польському місті Вжесня.
Чотири базові моделі можуть бути в трьох версіях по довжині (від 5,98 до 7,39 м) і трьох по висоті (від 2,34 м до 2,80). Максимальний обсяг під вантаж — 18 м³. Повна маса — від 3,5 до 5,5 т. Також є варіант з вантажною платформою, з одинарною і подвійною кабінами.
Автомобілі отримають турбодизель 2.0 TDI нової серії EA288 Nutz в чотирьох варіантах по потужності: 102, 122, 140 і 177 к.с. Вибрати можна привід — передній, задній або повний. Доступні дві коробки передач — «автомат» і «механіка».
Підсилювач керма дещо нестандартний і, з деяких поглядів, непевний.
У базову комплектацію Крафтер входить система електронного контролю стійкості і стабілізації.  Volkswagen Crafter, також, має системи розподілу гальмівних зусиль і контролю тяги, які відмінно справляються зі своїм прямим призначенням — допомагати водієві контролювати рух автомобіля на слизьких поверхнях.

### e-Crafter
У вересні 2016 року Volkswagen представив повністю електричний фургон e-Crafter на виставці комерційних автомобілів IAA в Ганновері. e-Crafter має батарею ємністю 35,8 кВт*год, яка забезпечує орієнтовний запас ходу 180 км. Вантажопідйомність фургона становить 1709 кг, а вантажний простір — 11,3 куб. e-Crafter має електродвигун потужністю 136 к.с. і 290 Нм, а максимальна швидкість обмежена 80 км/год. Електричний фургон готовий до виробництва, а роздрібні поставки почалися в 2017 році.

### Двигуни
| Модель       | Циліндри | Об'єм    | Потужність                             | Крутний момент             |
| ------------ | -------- | -------- | -------------------------------------- | -------------------------- |
| Дизельні     |          |          |                                        |                            |
| 2.0 TDI CR   | 4 в ряд  | 1968 см³ | 102 к.с. (75 кВт) при 3000–3500 об/хв  | 300 Нм при 1400—2250 об/хв |
| 2.0 TDI CR   | 4 в ряд  | 1968 см³ | 122 к.с. (90 кВт) при 3250–3500 об/хв  | 300 Нм при 1400—2250 об/хв |
| 2.0 TDI CR   | 4 в ряд  | 1968 см³ | 140 к.с. (103 кВт) при 3500–3600 об/хв | 340 Нм при 1600—2250 об/хв |
| 2.0 BiTDI CR | 4 в ряд  | 1968 см³ | 177 к.с. (130 кВт) при 3600 об/хв      | 410 Нм при 1500—2000 об/хв |